# 하쓰세 료
하쓰세 료(일본어: 初瀬 亮, 1997년 7월 10일 ~ )는 일본의 축구 선수이다. 현재 J1리그의 감바 오사카에서 뛰고 있다.

## 구단 경력
그는 2016년부터 2024년까지 J리그의 감바 오사카, 비셀 고베, 아비스파 후쿠오카에서 활동하였다.

## 국가대표팀 경력
그는 2017년 FIFA U-20 월드컵에 참가할 일본 U-20 국가대표팀에 발탁되었으며, 2경기에 출전했다.
2017년 EAFF E-1 풋볼 챔피언십에 참가할 일본 국가대표팀에 선발되었으나 경기에 출전하지는 못하였다.
2018년 아시안 게임에도 출전, 은메달 획득에 기여했다.